# 珊瑚藍航空
珊瑚藍航空是一家总部设在埃及的包機航空公司。从2007年3月開始，运营由沙姆沙伊赫和古爾代蓋飛行往歐洲的航线。

## 歷史
该航空公司成立於2006年1月，分别由Belhassen Trabelsi（65%）、Samih Sawiris （25%）和迦太基航空（10%）所擁有。

## 目的地
珊瑚藍航空在歐洲包机航班的航点包括波蘭、捷克、奧地利和英國，从上述这些航线飛往沙姆沙伊赫和古爾代蓋。。2007年新确定的航点包括英國，意大利，捷克，斯洛伐克和波蘭。

## 機隊

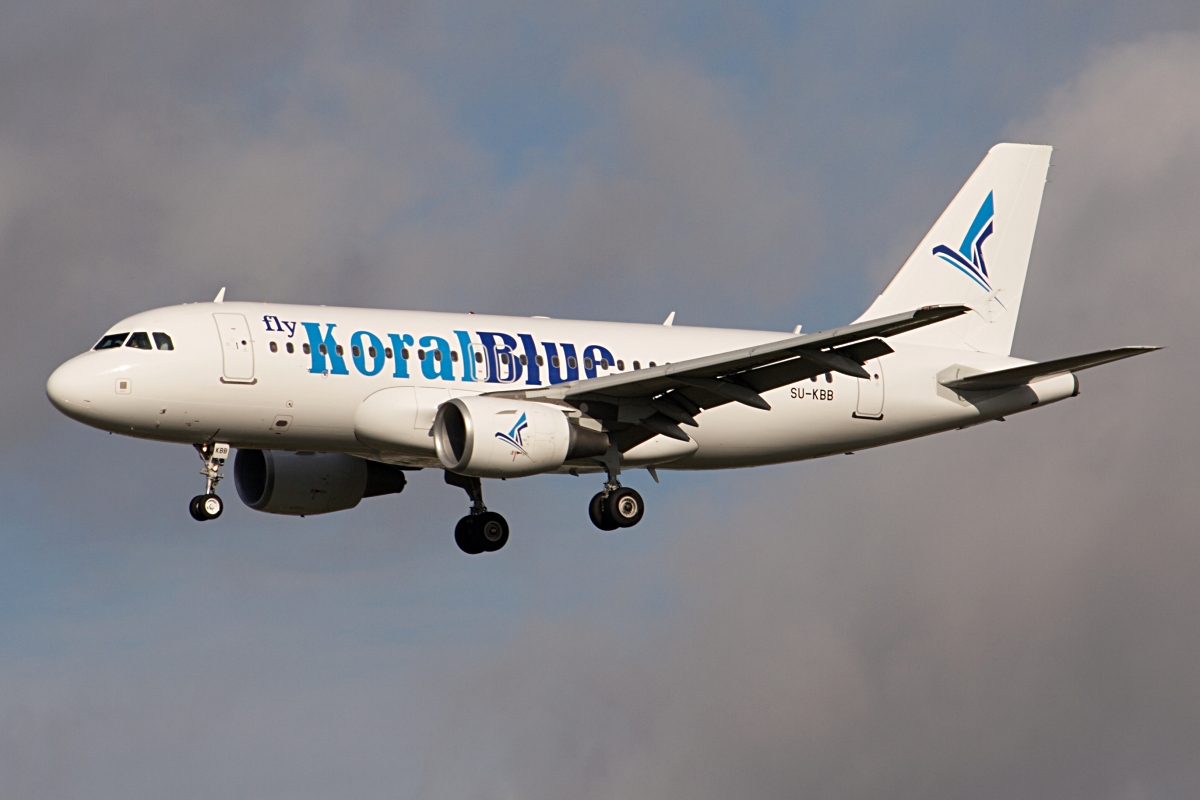
珊瑚藍航空的空中巴士A319

珊瑚藍航空於2009年4月有以下的機隊：
- 一架空中巴士A319-100
- 一架空中巴士A320-200

## 外部連結
- 珊瑚藍航空官方網站 （页面存档备份，存于）